# Hard Rock Laager
Hard Rock Laager est un festival de metal, créé en 2002 et ayant lieu une fois par an dans le village estonien de Vana-Vigala.

## Programmation

### 2002
(La première édition ne fit intervenir presque que des groupes estoniens.)
Les 19 et 20 juillet: Luciferasebr, Skyforger, Soulgrind, Blueprint Human Being, Bloody Sign, Tharaphita, Forgotten Sunrise, Metsatöll, Echosilence, Zorg, Soulwaig, Melotrap, Hellroad Orange, Vigilia Mortum.

### 2003
Dès 2003, les concerts ont eu lieu sur deux scènes. Le line-up est en 2003 presque exclusivement estonien.
Les 18 et 19 juillet: Antimatter, Obtest, Siffles-Chopes, Loits, Tharaphita, Metsatöll, Zorg, Herald, Instigator of Grief, East Trading Wang, Monstera, Loom, Symbolic State, Catafalc, Leech, Shabash, Sickbag, Raud-Ants, Ugly Ogre.

### 2004
À partir de cette année des groupes étrangers commencent à faire leur apparition.
Les 16 et 17 juillet: Dismember, Swallow the Sun, Neglected Fields, Ossatorium, Loits, Forgotten Sunrise, Human ground, Herald, Metsatöll, Must Missa, Kantor Voy, Catafalc, J.M.K.E., Bridges In Bloom, Soilwaig, Zahir, Paskar Kolgats, Necro Strike.

### 2005
Les 1er et 2 juillet: Katatonia, Lord Belial, Solitaire, No-Big-Silence, Andaja, Darzamat, Flaying, Metsatöll, Human ground, Gunnar's Roses, Loits, Loom, Tharaphita, Raud-Ants, Mortophilia, Symbolic State, Dawn Of Gehenna, Hellroad Orange, Inferno.

### 2006
En 2006, des groupes de renommée internationale ont commencé à jouer au Hard rock Lagger, notamment Satyricon et Tiamat.
Les 30 juin et 1er juillet:
- Saku Rock Stage
  - 30 juin:Tiamat, Metsatöll, Must Missa, Me, Myself & I, These Broken Remains.
  - 1er juillet: Satyricon, Deathstars, Whispering Forest, Manatark, Skyforger, Nitrous, Hell Can Wait.
- Scène B:
  - 30 juin: Horricane, Decapitated, Herald, Vigilia Mortum.
  - 1er juillet: Beseech, Pedigree, Malicious Death,Shadowdances, Mannhai, Nihilistikrypt.